# Вегенштеттен
Вегенштеттен (нім. Wegenstetten) — громада  в Швейцарії в кантоні Ааргау, округ Райнфельден.

## Географія
Громада розташована на відстані близько 75 км на північний схід від Берна, 15 км на північний захід від Аарау.
Вегенштеттен має площу 7,1 км², з яких на 8,4% дозволяється будівництво (житлове та будівництво доріг), 57,8% використовуються в сільськогосподарських цілях, 33,7% зайнято лісами, 0,1% не є продуктивними (річки, льодовики або гори).

## Демографія
2019 року в громаді мешкало 1040 осіб (-3,4% порівняно з 2010 роком), іноземців було 10,2%. Густота населення становила 146 осіб/км².
За віковим діапазоном населення розподілялося таким чином: 18,8% — особи молодші 20 років, 58,3% — особи у віці 20—64 років, 22,9% — особи у віці 65 років та старші. Було 414 помешкань (у середньому 2,5 особи в помешканні).
Із загальної кількості 208 працюючих 58 було зайнятих в первинному секторі, 37 — в обробній промисловості, 113 — в галузі послуг.